# Tarachodes gerstaeckeri
Tarachodes gerstaeckeri es una especie de mantis de la familia Tarachodidae.

## Distribución geográfica
Se encuentra en Costa de Marfil, Ghana, Camerún y el Congo.